# Grafologie

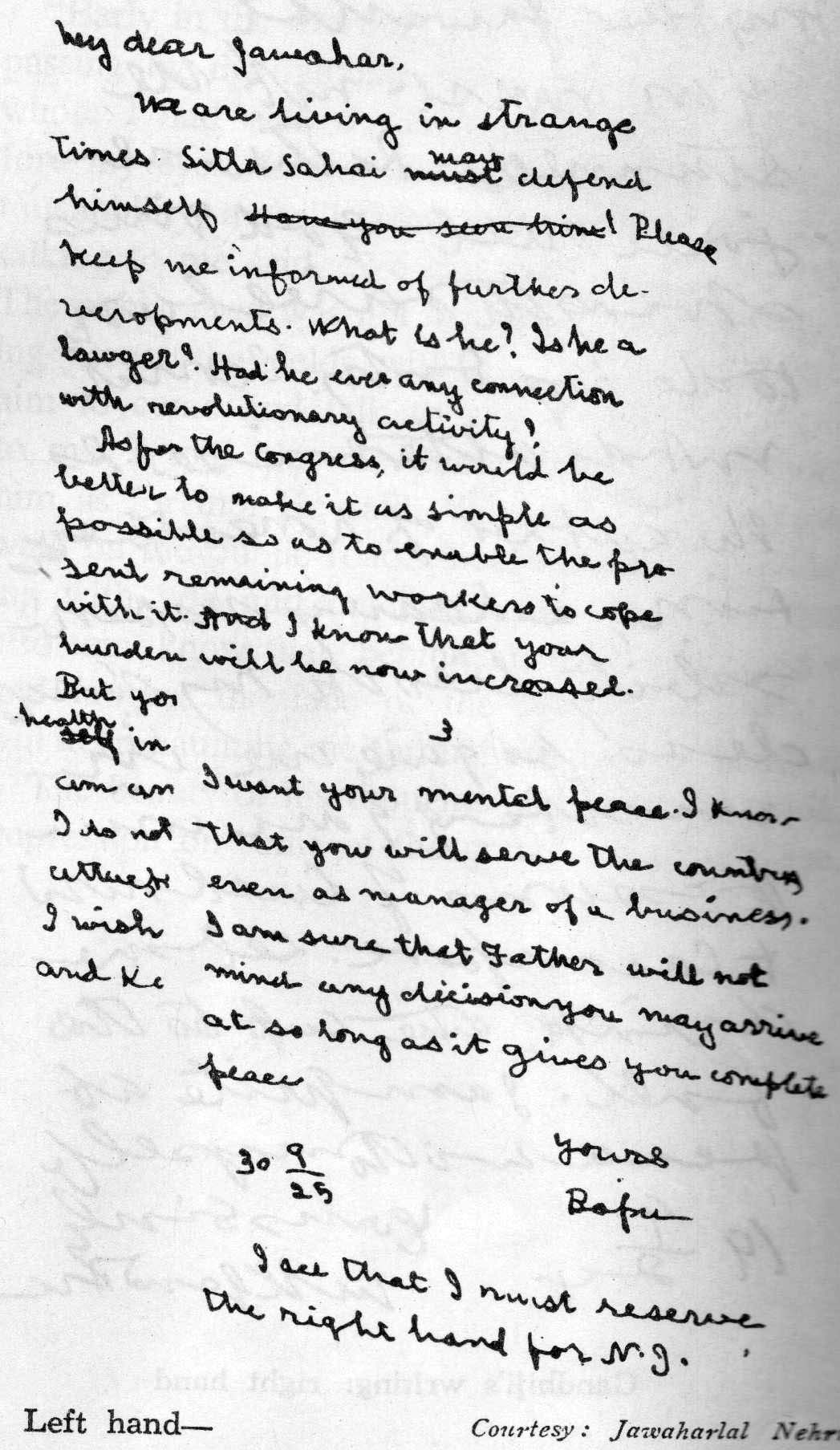
Handschrift (van Gandhi)

Grafologie of schriftkunde is de pseudowetenschappelijke studie en analyse van handschriften en schriftbeelden in relatie tot de menselijke psychologie. De grafologie is in Nederland langdurig gebruikt voor personeelsselectie, of bijvoorbeeld ter toetsing van huwelijkskandidaten voor prinsessen in opdracht van Koningin Juliana.

## Etymologie en ontstaan
Het woord grafologie is een samenstelling van grafo- (van het Griekse γραφή, 'schrijven') en logie (van het Griekse λογος, 'woord') naar analogie met woorden als astrologie, reflexologie.
In 1622 publiceerde de Italiaanse fysicus Camillo Baldi als eerste een werk waarin hij betoogde dat het karakter van de schrijver is af te leiden uit het handschrift. In 1875 verbond de abt Jean-Hippolyte Michon de benaming 'grafologie' aan de handschriftkunde, in zijn boek Système de Graphologie. Een andere grondlegger was Ludwig Klages (1872-1956), wiens denken en werk later een invloed had op de von weizsackeriaanse (Viktor von Weizsäcker) manier van kijken naar wetenschap (fenomenologie).

## Beweringen
Volgens de grafologie kan een handschrift als een projectie of expressie van de persoon zelf worden gezien. De moderne wetenschappelijke psychologie acht de basis ervan echter wankel. Validiteitsonderzoek van grafologische voorspellingen toont aan dat alleen enige waarde kan worden gehecht aan het handschrift, als ook de inhoud van wat wordt geschreven mee in rekening wordt gebracht. Als men echter proefpersonen een neutrale tekst (stukje uit de krant bijvoorbeeld) laat overschrijven, doen de grafologische conclusies het niet beter dan het gezond verstand. Daarom is het de bedoeling een spontane tekst te schrijven in het lopende handschrift waarvan de inhoud er in principe niet toe doet. De meest bruikbare handschriften zijn die die geproduceerd zijn zonder dat de schrijver ervan op de hoogte is dat het geanalyseerd zal worden.
Ook binnen de grafologie acht men sommige handschriften ongeschikt, bijvoorbeeld van een te ongeletterde, krampachtige bejaarde die te zeer zijn lichamelijke zwakte projecteert in amechtig beverig schrift. Ook handschriften van jeugdigen tot 18 jaar zijn niet geschikt voor een persoonlijkheidsanalyse omdat hun karakter dan nog niet geheel gevormd is.
In 1953 werd Frits Böttcher op voorstel van een bevriende hoogleraar psychologie buitengewoon hoogleraar grafologie in Leiden, naast zijn hoogleraarschap fysische scheikunde. Na ongeveer vijf jaar gaf hij dit buitengewoon hoogleraarschap op vanwege de steeds verder oplopende druk van Nederlandse psychologen tegen deze discipline. Daarmee was hij in Nederland de eerste en tevens de laatste hoogleraar grafologie.

## Verschil met forensische schriftexpertise
Grafologie wordt in de dagelijkse praktijk vaak verward met forensische schriftexpertise. Deze twee disciplines behoren echter te worden onderscheiden. Een grafoloog doet uitspraken over eigenschappen van de schrijver, maar onthoudt zich van een oordeel wanneer de vraag zich voordoet of twee handschriften al dan niet door één en dezelfde schrijver zijn geproduceerd. Dat is het terrein van de forensisch schriftexpert. Zo'n expert verricht onderzoek naar de identiteit van de schrijver van 'betwist' schrift. In de dagelijkse praktijk gaat het daarbij om vragen als 'Door wie van een groep in aanmerking komende personen is een dreigbrief geschreven?' of 'Is de handtekening op de koopovereenkomst al of niet een echte handtekening?' en dergelijke. Om deze vragen te beantwoorden, wordt het betwiste schrift vergeleken met schrift, waarvan de herkomst niet wordt betwist. Men spreekt ook wel van vergelijkend schriftonderzoek.